# FlixBus
FlixBus er et firma, som tilbyder primært (bus-) rejser mellem byer i Europa. Selskabet er grundlagt i 2013 af Daniel Krauss, Jochen Engert og André Schwämmlein efter lempelser af reguleringen af det tyske transportmarked. Fra 2015 begyndte FlixBus at ekspandere hastigt i Europa, støttet økonomisk af investorer som Daimler.[kilde mangler]
FlixBus køres på en international mobilitetsplatform gennem samarbejde med regionale SMV-busselskaber fra hele Europa. Disse lokale buspartnere er ansvarlige for den daglige drift af ruterne, mens FlixBus er ansvarlig for de officielle autorisationer der kræves for at drive et langdistancenetværk.[kilde mangler]
Med 200.000 daglige forbindelser i 26 lande og nationale netværk i bl.a. Tyskland, Frankrig, Italien, Kroatien og Holland udbyder Flixbus Europas største fjernbusnetværk.[kilde mangler]

## Skandinavien
I 2016 udvidede Flixbus til også at omfatte Skandinavien. I første omgang Sverige, og fra 2017 Danmark blev det næste nationale marked i Flixbus koncernen.

### Danmark
I februar 2017 blev det danske busselskab Abildskou, en familievirksomhed fra Aarhus, den første FlixBus-partner i Danmark. I juni 2017 blev også Rødbillet en af de lokale FlixBus-partnere.
I sommeren 2017 blev der oprettet nye ruter i Flixbus' netværk i Danmark. Disse ruter køres af lokale vognmænd. Busser forbinder 35 byer i Danmark med op til 26 afgange om dagen, ligesom der også er internationale afgange til flere lande i Europa. I samarbejde med lokale vognmænd håber Flixbus gennem datterselskabet Flixbus Danmark A/S at kunne fordoble det årlige antal af Fjernbusrejsende i Danmark.

#### Forbud i forbindelse med coronapandemien 2020
Efter kritik af fyldte busser fra Flixbus stedte Sundheds- og Ældreministeriet på transportminister Benny Engelbrechts anledning en bekendtgørelse, der foreskriver at fjernbusser fra 21. april 2020 kun må være halvt fyldte.

## Eksterne links
- Wikimedia Commons har flere filer relateret til FlixBus
- FlixBus web site Arkiveret 10. april 2017 hos  Wayback Machine